# Lotta Hitschmanova
Lotta Hitschmanova (28. november 1909 – 1. august 1990) var en canadisk humanist. I 1945 var hun med til at grundlægge Unitarian Service Committee of Canada, senere kaldet USC Canada. Der er tale om en international udviklingsorganisation, der blev etableret af en lille gruppe af hjælpearbejdere, som sendte forsyninger til det krigshærgede Europa som nødhjælp og støtte til genopbygningen. 
Iklædt en sygeplejerskeuniform fra hæren og en militærhat rejste Hitschmanova hvert år til områder over hele verden præget af strid og fattigdom, og her fandt hun frem til store og små byer, der havde brug for canadisk hjælp til at komme sig efter tørke, krig, epidemier og fattigdom.

## Barndom og ungdom
Hun var født som Lotte Hitschmann i Prag, Tjekkoslovakiet. Hendes forældre var Max Hitschmann og Else Theiner, som også fik en yngre datter Lilly femten måneder efter Lottes fødsel.  Faderen var fabrikant, der producerede malt på forskellige fabrikker i udkanten af Prag. Familien levede et typisk middelklasseliv baseret på en relativt god indkomst. 
Lotte Hitschmann tog en studentereksamen med udmærkelse ved Stephans Gymnasium, og derefter blev hun optaget på Karlsuniversitetet i Prag på den filosofifakultetet. Her udmærkede hun sig i sprogfagene og fik diplomer i tjekkisk, tysk, engelsk, fransk og spansk. I 1932 tog hun til Paris, hvor hun studerede statskundskab og journalistik på Sorbonne. Hun fik diplomer i journalistik og fransk og vendte i 1935 tilbage til Prag, hvor hun arbejdede som freelancejournalist samtidig med, at hun gennemførte et Ph.D.-studie.
Hun arbejdede for en række aviser samt for det jugoslaviske statsnyhedsagentur. Hendes skriverier afspejlede hendes antinazistiske holdninger. Da Nazityskland overtog en tredjedel af Tjekkoslovakiet efter Münchenaftalen 30. september 1938, forlod hun landet og vendte tilbage til Paris. Hun rejste videre og endte i Bruxelles, Belgien. Det var på det tidspunkt, hun ændrede sit navn i slavisk retning, så hun ikke risikerede at blive opfattet som tysker.

## Krigsårene
I Belgien arbejdede Lotta Hitschmanova som journalist, men da tyskerne invaderede landet, flygtede hun til Frankrig, hvor hun endte i Marseilles, hvor hun fik arbejde med at hjælpe flygtninge til at immigrere. En dag, hvor hun stod i kø på markedspladsen i Marseilles for at få frokost, faldt hun om af træthed og sult.
Efter at være kommet til bevidsthed fandt Hitschmanova hen til en lægeklinik, der blev drevet af den Boston-baserede Unitarian Service Committee (USC). Dette var ifølge Clyde Sanger, som har skrevet en biografi om hende, hendes første møde med organisationen. Hun kom tættere på USC, da hun i januar 1942 var blevet udnævnt til forsyningsofficer i den tjekkoslovakiske hjælpeorganisation Centre d'Aide Tsechoslovaque, men det var først i 1945, at USC skulle blive hendes livsmål og mission. 
I 1942 lykkedes det Lotta Hitschmanova at flygte fra Europa ved at sejle fra Portugal til New York på en bananbåd, der i anledningen var stopfyldt med flygtninge. Efter at have aflagt rapport for USC i Boston rejste hun videre til Canada, som i modsætning til USA havde givet hende visum. Hun udtalte senere, at hun var kommet til Montreal "udmattet, med en følelse af overvældende ensomhed i et fuldkomment fremmed land... Jeg kom med $60 på lommen. Jeg havde et navn, der ikke var til at udtale. Jeg vejede mindre end 45 kg, og jeg var helt fortabt."
Hun var dog ikke fortabt ret længe, for allerede på sin fjerde dag i det nye land, lykkedes det hende at få et sekretærjob i et firma i Montreal. Tre måneder senere kom hun til Ottawa, hvor hun arbejdede som postcensor for krigsministeriet. Hun gik ind i Tjekkoslovakisk Nationalalliance, hvor hun var med til at skaffe penge til den tjekkiske krigstjeneste i London. Hun arbejdede også kortvarigt for UNRRA.
Efter krigens afslutning blev Hitschmanova tilbudt flere jobs, heriblandt et der skulle hjælpe med at rehabilitere børn i Tjekkoslovakiet. Da hun fandt ud af, at hendes forældre var omkommet i en opholdslejr på vej til Auschwitz, besluttede hun sig for at forblive i Canada. Hun fandt også ud af, at hendes søster Lilly var flyttet til Israel. Senere flyttede også Lilly til Canada.

## Unitarian Service Committee
I juli 1945 var Hitschmanova med til at få den canadiske afdeling af Unitarian Service Committee stablet på benene. Organisationen havde forbindelse til såvel den unitariske kirke i Canada som Unitarian Universalist Association i Boston. I 1948 kappede det formelt båndene til unitarerne og blev en selvstændig organisation. Der var dog fortsat nære forbindelser til den unitariske bevægelse gennem mange år frem.
Organisationens første mål var at hjælpe krigsofrene i Tjekkoslovakiet og Frankrig. Senator Cairine Wilson var ærespræsident for USC Canada, men Hitschmanova var bestyrelsesformand og den drivende kraft i organisationen. 29. august 1945 blev USC Canada anerkendt som krigsvelgørenhedsorganisation. I begyndelsen måtte den kun samle penge ind hos unitarer, men fra februar 1946 havde den ret til at samle ind hos alle canadiere.
I foråret drog Hitschmanova på en tre måneder lang tur til det vestlige Canada for at fortælle om sult og nød i andre lande, for at få styr på, hvordan indsamlede canadiske midler tidligere var blevet anvendt samt for at appellere om yderligere bidrag. På denne første tur indsamlede hun $40.000 og 30.000 kg tøj. I sommeren 1946 drog hun til Europa for ved selvsyn at vurdere behovene. Efter dette anbefalede hun, at organisationen skulle koncentrere sin hjælp til fysisk handicappede børn. Canadierne sendte mad, penge og proteser til de sårede børn. På Hitschmanovas opfordring startede USC Canada et program for plejeforældre. Canadierne kunne under dette program sponsorere et barn, for hvilket de ville modtage et foto og en beretning om barnet.
Efterhånden blev USC Canadas arbejde udvidet til også at omfatte Grækenland og Italien. Efter at nødhjælpsarbejdet i Europa var afsluttet, skiftede USC til at oprette programmer for andre dele af verden. Fra 1950'erne til 1978 var Korea et vigtig modtagerland, men der er etableret hjælpeprogrammer i tyve andre lande, heriblandt Indien, Nepal, Vietnam, Lesotho og Indonesien.
I mange år holdt Hitschmanova fast i en årlig rutine, hvor hun i løbet af tre måneder var på rejse i Canada for at skaffe penge og senere brugte fire måneder på at besøge modtagerlandene. Hun var altid klædt karakteristisk i en uniform, der var modelleret over en amerikansk sygeplejerskeuniform fra hæren samt en militærkasket, olivengrønne om vinteren og kakifarvet om sommeren. I begge tilfælde var der broderet 'Canada' på reversen. Hun skabte uniformen, skønt hun aldrig havde gjort tjeneste i nogen hær, fordi det på den tid var krævet, at FN-arbejdere skulle bære genkendelige uniformer. Hun opdagede, at tøjet var behageligt at have på, og så gjorde det, at hun kunne rejse let.
Efterhånden kom Hitschmanova også til at give sine appeller om bidrag i radio og på tv. USC lavede årligt en film, der viste hendes ture rundt for at se på de forskellige projekter, organisationen støttede, og i 1970 skrev hun en bog om sine oplevelser som rejsende for USC Canada. Med sin baggrund som journalist vidste hun udmærket, hvilke strenge hun skulle spille på, når hun skulle få sit budskab ud, og hun var berømt for gang på gang at få god mediedækning. 

## Hæder
Gennem sine mange år som bannerfører for USC Canada modtog Lotta Hitschmanova en række priser for sit arbejde. Hun fik Røde Kors' guldmedalje i Frankrig (1950), St. Paul-medaljen i Grækenland (1952) og blev udnævnt til officer for Order of Canada i 1968, hvilket blev forfremmet til ridder i 1979. I 1991 hædrede Canadas Landbrug hende ved at kalde en nyudviklet havre-varietet for AC Lotta.
I 1982 trak hun sig tilbage som USC's bestyrelsesformand på grund af sygdom. Hun led de sidste år af sit liv af Alzheimers sygdom, men endte med at bukke under for cancer.